# Драматична поезія
Драматична поезія (грец. Δρᾶμα — дія) — один з основних жанрів літератури, з серйозним сюжетом, але без трагічного результату; також драматична поезія — одна з форм поезії.
У переносному сенсі драматична поезі — це віршований твір, який розповідає про тяжкі події, переживання, фізичні чи моральні страждання.
Яскравим прикладом драматичної поезії був Вільям Шекспір.